# Уилсон, Мари (актриса, 1974)
Мари Уилсон (англ. Marie Wilson, род. 12 октября 1974) — американская актриса мыльных опер. Она родилась в Афинах, Греция, но выросла в Торонто, Канада, где начала свою карьеру как модель.
Уилсон известна благодаря своей работе в дневных мыльных операх. Она играла Карен Векслер в мыльных операх ABC «Главный госпиталь» и «Порт Чарльз» с 1999 по 2003 год, а с 2005 по финал шоу в 2010 году снималась в мыле CBS «Как вращается мир», в роли Мэг Снайдер. Осенью 2014 года Уилсон присоединилась к мыльной опере NBC «Дни нашей жизни» во второстепенной роли. Вне мыльных опер, Уилсон сделала появление в эпизоде прайм-тайм сериала «Мыслить как преступник» в 2012 году.

## Мыльные оперы
- Главный госпиталь (1999—2000, 2001, 2002, 2003)
- Порт Чарльз (1999—2003)
- Как вращается мир (2005—2010)
- Дни нашей жизни (2014—2015)